# Góry Shackletona
Góry Shackletona (ang. Shackleton Range) – pasmo górskie w Górach Transantarktycznych w Antarktydzie Wschodniej.

## Nazwa
Nazwane na cześć Ernesta Shackletona (1874–1922), dowódcy brytyjskiej ekspedycji antarktycznej w latach 1914–1916 .

## Geografia
Góry Shackletona tworzą pasmo górskie w Górach Transantarktycznych w Antarktydzie Wschodniej, rozciągając się na przestrzeni ok. 160 km w kierunku wschód-zachód między Slessor Glacier a Recovery Glacier  – między 30°30'W na Ziemi Coatsów a 19°00'W na Ziemi Królowej Maud . Pasmo tworzy płaskowyż lodowy z odsłoniętymi szczytami na peryferiach .
W górach wyróżnia się m.in.: Otter Highlands, Haskard Highlands, La Grange Nunataks, Fuchs Dome, Herbert Mountains, Shotton Snowfield, Read Mountains i Pioneers Escarpment .
Najwyższym szczytem jest Holmes Summit wznoszący się na wysokość 1875 m n.p.m. 

## Historia
Góry zostały po raz pierwszy zaobserwowane z powietrza podczas Trans-Antarktycznej Ekspedycji Wspólnoty Narodów (ang. Commonwealth Trans-Antarctic Expedition, CTAE) w 1956 roku . Pierwsze badania geologiczne przeprowadził w 1957 roku P.J. Stephenson .
Pasmo zostało obfotografowane z powietrza przez US Navy w 1967 roku, a następnie zbadane drogą lodową przez British Antarctic Survey w latach 1968–1969 i 1969–1970 . W latach 70. i 90. XX w. ekspedycje badawcze w Góry Shackletona zorganizował niemiecki urząd Bundesanstalt für Geowissenschaften und Rohstoffe  .